# Fahrettin Altay

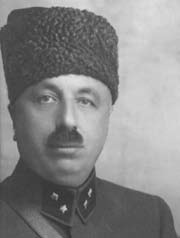
Fahreddin Pascha, 1923

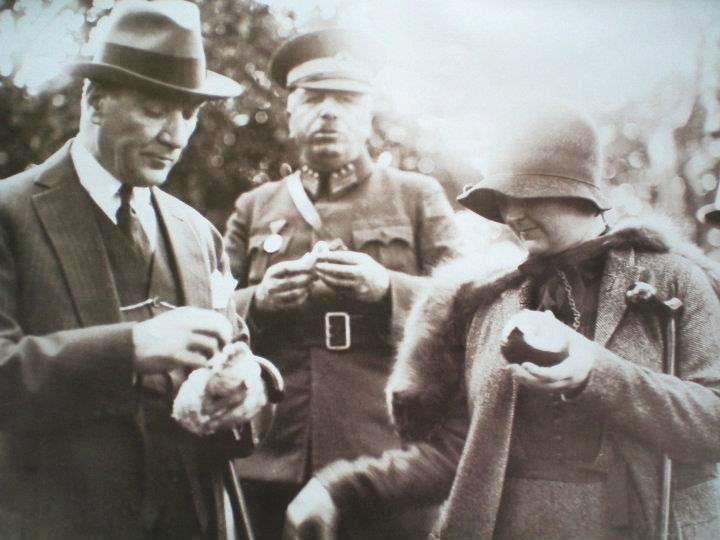
Atatürk, Altay und Afet İnan in Diyarbakır, 1937

Fahrettin Altay (* 12. Januar 1880 in İşkodra, Osmanisches Reich; † 25. Oktober 1974 in Emirgan, Istanbul) war ein osmanischer Offizier im Rang eines Obersts und türkischer General.
Fahrettin Bey war der Sohn von İsmail Bey und Hayriye Hanım aus İşkodra (heute: Shkodër). Nach seiner militärischen Ausbildung in Istanbul diente der Vertraute Mustafa Kemals ab 1904 in der 4. osmanischen Armee in Ostanatolien, was er als Verbannung ansah, da das Regime von Sultan Abdülhamid II. ihn liberaler Positionen verdächtigte. Nach der Machtübernahme durch die Jungtürken 1908 blieb er auf dieser Position und führte eine Strafexpedition gegen die Kurden des Dersim-Gebietes an (siehe den späteren Dersim-Aufstand), die Teil einer Kampagne gegen eine Reihe von ethnischen Minderheiten war, die sich mit der neuen Herrschaft unzufrieden zeigten. Fahrettin Altay blieb in seiner militärischen Laufbahn mit der Kurdenfrage beschäftigt. Er war mit der Neuorganisation der der Aşiret Süvari Alayları, einer berittenen Miliz, befasst, die sich u. a. aus kurdischen Stammesangehörigen rekrutierte, und die an die Stelle der Hamidiye-Regimenter aus der Zeit Abdülhamids II. trat. 1913 führte er gegen die Bulgaren im Zweiten Balkankrieg in Ostthrakien einige dieser Truppenteile, die dort von zweifelhaftem Wert waren, weil sie die eigene Bevölkerung ausplünderten.
Zu Ruhm gelangte er als Kommandeur des 5. Kavallerie-Corps, das in verschiedenen Schlachten des Türkischen Befreiungskrieges kämpfte. Seinen größten Erfolg erzielte er während der berühmten Schlacht von Dumlupınar, bei der es ihm gelang, die griechischen Linien zu durchbrechen und dadurch die zahlenmäßig überlegenen gegnerischen Truppen von Nachschub und Kommunikation abzuschneiden. Beim folgenden chaotischen Rückzug der Griechen gelang es ihm, deren General Nikolaos Trikoupis gefangen zu nehmen. Das Ergebnis dieser Schlacht wird als der Beginn des Abzuges der griechischen Truppen aus Kleinasien gesehen.
Altays Memoiren sind eine wichtige Quelle für die Geschichte der Türkei.
Fahrettin Altay ist auf dem Türkischen Staatsfriedhof in Ankara begraben. Zu seinen Ehren wurde der neue Hauptkampfpanzer des türkischen Heeres Altay benannt.